# Viviane Cox
Viviane Cox (Turnhout, 2 augustus 1950), beter bekend onder het pseudoniem Vivi, is een Vlaamse zangeres. Op haar twaalfde bracht ze haar eerste plaat uit. In 1971 wist ze met haar Nederlandse versie van Mamy Blue de achtste plek te halen in de Vlaamse Top 10.